# Agustín Graneros
Agustín Graneros (31 de mayo de 2001; Juan Bautista Alberdi, Tucumán, Argentina) es un futbolista argentino que juega como mediocampista en San Martín de Tucumán, de la Primera Nacional.

## Trayectoria
Promovido al primer equipo por Ariel Martos para realizar la pretemporada con el plantel superior en enero de 2025, Agustín Graneros debutó profesionalmente el 25 de julio del mismo año, cuando ingresó desde el banco de suplentes, en la derrota 2 a 0 frente a Gimnasia y Tiro de Salta, en el partido correspondiente a la fecha 24 del Campeonato de Primera Nacional 2025.

## Estadísticas

### Clubes
Actualizado de acuerdo al último partido jugado el 25 de julio de 2025.
| Club                     | Div.          | Temporada     | Liga  | Liga  | Liga   | Copas nacionales | Copas nacionales | Copas nacionales | Torneos internacionales | Torneos internacionales | Torneos internacionales | Total | Total | Total  |
| Club                     | Div.          | Temporada     | Part. | Goles | Asist. | Part.            | Goles            | Asist.           | Part.                   | Goles                   | Asist.                  | Part. | Goles | Asist. |
| ------------------------ | ------------- | ------------- | ----- | ----- | ------ | ---------------- | ---------------- | ---------------- | ----------------------- | ----------------------- | ----------------------- | ----- | ----- | ------ |
| San Martín (T) Argentina | 2.ª           | 2025          | 1     | 0     | 0      | —                | —                | —                | —                       | —                       | —                       | 1     | 0     | 0      |
| San Martín (T) Argentina | Total club    | Total club    | 1     | 0     | 0      | 0                | 0                | 0                | 0                       | 0                       | 0                       | 1     | 0     | 0      |
| Total carrera            | Total carrera | Total carrera | 1     | 0     | 0      | 0                | 0                | 0                | 0                       | 0                       | 0                       | 1     | 0     | 0      |
| 1. 2.                    |               |               |       |       |        |                  |                  |                  |                         |                         |                         |       |       |        |